# Cimetière israélite Adath Israel
Le cimetière israélite Adath Israel est une nécropole juive orthodoxe située 5, rue Jean-Pierre Clause à Cronenbourg, quartier de Strasbourg, dans le Bas-Rhin. Il est géré par le consistoire israélite du Bas-Rhin.

## Histoire
Les premiers documents relatifs à l'existence de la Communauté Adath-Israel à  Strasbourg remontent à 1933. Les responsables des principaux oratoires orthodoxes de rite polonais de Strasbourg, arrivés en Alsace dès la fin du XIXe siècle, décident de créer une association unique afin d’acquérir un terrain pour y établir leur cimetière.
L’espace Etz Haym contigu est réservé aux Juifs orthodoxes de rite allemand.

## Personnalités inhumées
- Henri Ackermann
- Liliane Ackermann
- Ernest Weill et son épouse
- Roger Winsbacher